# Phytomyza trolliicaulis
Phytomyza trolliicaulis är en tvåvingeart som beskrevs av Suss 1989. Phytomyza trolliicaulis ingår i släktet Phytomyza och familjen minerarflugor.
Artens utbredningsområde är Italien. Inga underarter finns listade i Catalogue of Life.